# Agnesia
Agnesia là một chi thực vật có hoa trong họ Hòa thảo (Poaceae).

## Loài
Chi Agnesia gồm các loài: